# Simeone il Vecchio
Simeone il Vecchio (noto anche come San Simeone; fl. I secolo) era un ebreo, "uomo giusto e timorato di Dio, che aspettava il conforto di Israele", che compare nel Vangelo secondo Luca (2,22-35).
Secondo la tradizione Simeone fu uno degli autori della Septuaginta, la traduzione dell'Antico Testamento dall'ebraico al greco.

## Racconto evangelico
Il Vangelo secondo Luca riporta che quando Gesù fu presentato al Tempio, i suoi genitori Giuseppe e Maria incontrarono Simeone.
Secondo il vangelo, Simeone era un anziano a cui lo Spirito Santo aveva preannunziato che avrebbe visto il Messia. Simeone prese tra le braccia Gesù bambino e rese gloria a Dio con la preghiera tramandatasi come Nunc dimittis.

Egli inoltre profetizzò a Maria la sua partecipazione alle vicende dolorose della vita del figlio Gesù ("E anche a te una spada trafiggerà l'anima").

## Tradizione ortodossa
Secondo la tradizione della Chiesa ortodossa Simeone era uno dei 70 (72) traduttori della Septuaginta, testo di riferimento per quella Chiesa.

La tradizione vuole che abbia esitato nel tradurre il passo di Isaia:
 E che un angelo gli sia apparso dicendogli che non sarebbe morto fino a che non avesse visto il Messia nato da una vergine.
Se questa tradizione fosse vera, egli avrebbe avuto quasi trecento anni.

## Culto

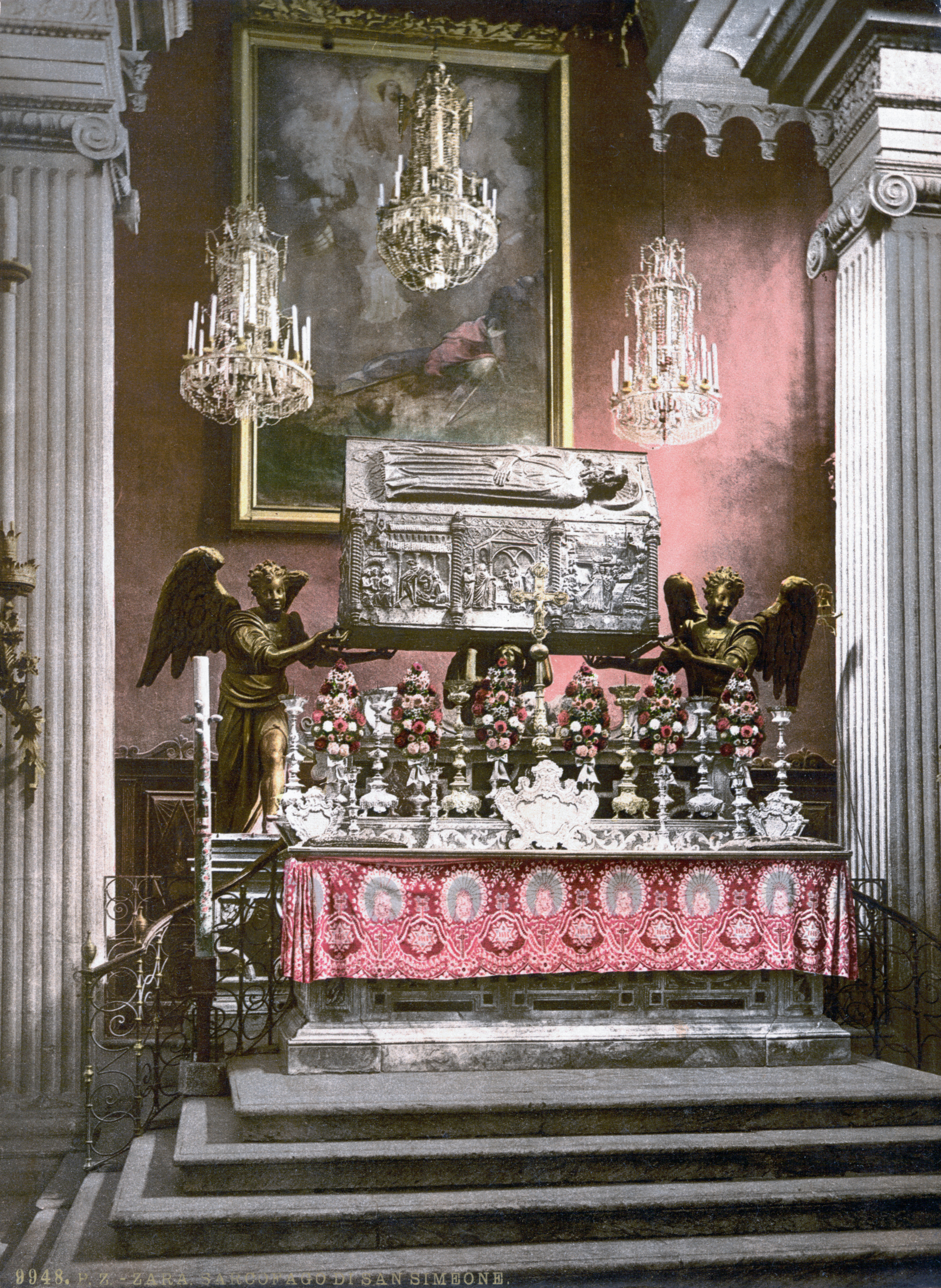
Arca del santo nella chiesa di San Simeone a Zara

Simeone è stato venerato come santo già nei primi secoli del cristianesimo.
Le reliquie del santo furono trasferite dai Bizantini a Costantinopoli, ma assalendola i Veneziani guidati da Enrico Dandolo saccheggiarono la chiesa dove si trovavano le spoglie del santo.
Le reliquie furono traslate in Venezia nella chiesa di San Simeone Profeta.

Esiste anche un'altra credenza.
Secondo questa nel VI secolo le reliquie del Simeone furono portate a Costantinopoli e da lì nel 1243 furono portate a Zara. La città elesse Simeone come patrono. Esso è venerato come intercessore per le benedizioni ai bambini.

## Feste collegate
L'incontro di Simeone con la Sacra Famiglia è ricordato il 2 febbraio, nella festa della Candelora, nota anche come Presentazione di Gesù al Tempio, Incontro con il Signore, o Purificazione della Vergine.
Nel calendario ecclesiastico i santi sono spesso ricordati nell'anniversario della morte, e per questo la festa di Simeone è il 3 febbraio, giorno successivo al suo incontro con Gesù, giorno in cui secondo la tradizione sarebbe morto.
Simeone è venerato come santo dalla Chiesa cattolica romana, dalla Chiesa cristiana ortodossa, dalla Comunione anglicana e dalle Chiese Luterane. Le Chiese ortodosse che utilizzano ancora il calendario giuliano, celebrano il Natale il 7 gennaio e di conseguenza la festa della Presentazione di Gesù al Tempio e quindi san Simeone risultano ritardate.
Le parole di Simeone: «Ora lascia, o Signore, che il tuo servo / vada in pace secondo la tua parola; / perché i miei occhi han visto la tua salvezza / preparata da te davanti a tutti i popoli, / luce per illuminare le genti / e gloria del tuo popolo Israele» (Luca 2, 29-32).